# 崁子腳
崁子腳，原寫為崁仔腳，是台灣桃園市桃園區的一個傳統地域名稱。

## 地理

### 範圍
崁子腳位於桃園區西南部凸出部分。東北與中路為鄰，東南邊及南邊為茄苳溪，西南邊一小段與中壢埔頂為界，西邊為內壢。相較於今日行政區，其範圍大致包括龍山里、龍壽里、龍祥里、龍鳳里、龍岡里西南大半部、龍安里南部。

### 聚落

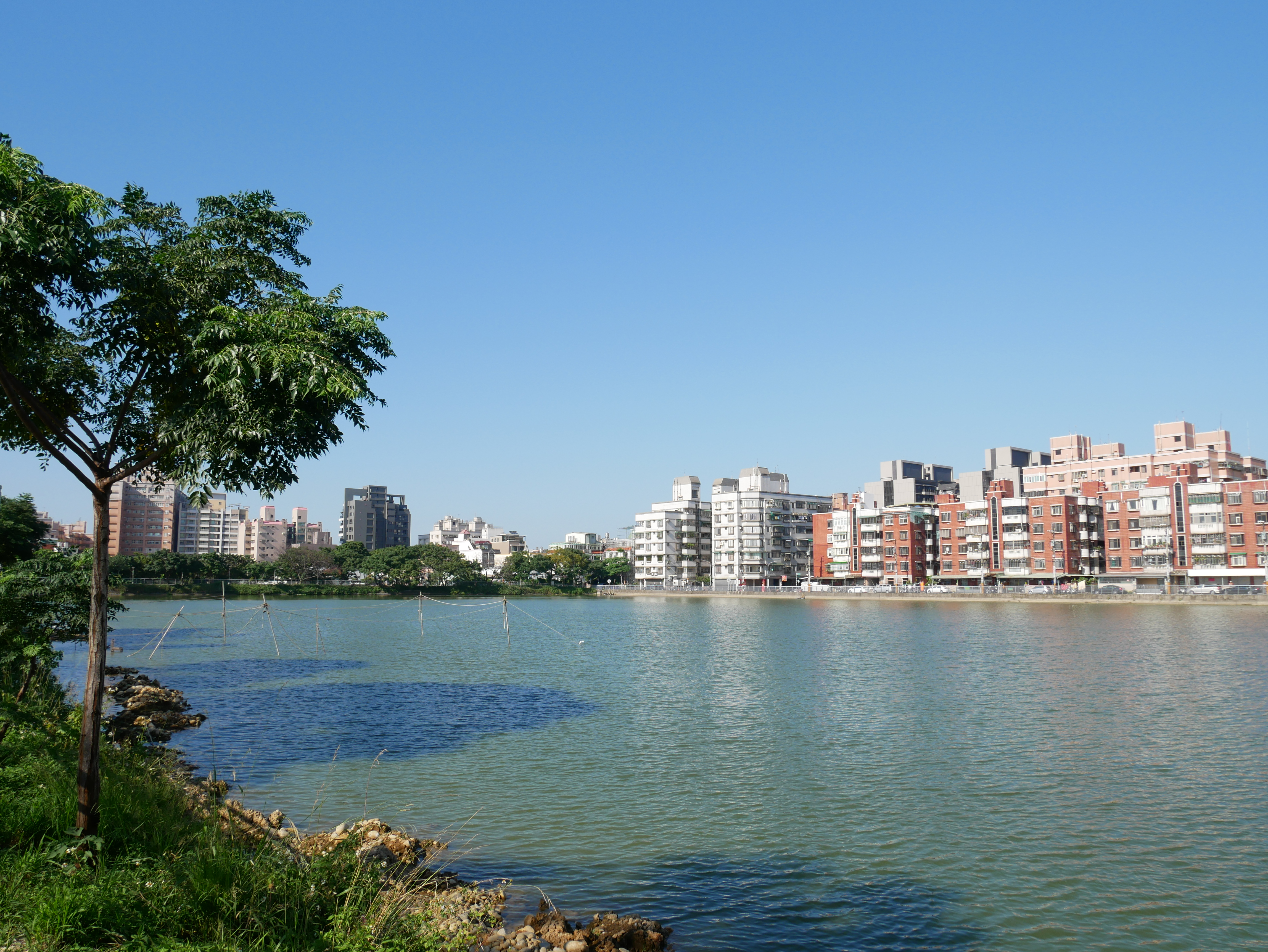
桃園大圳第2支線第6號池

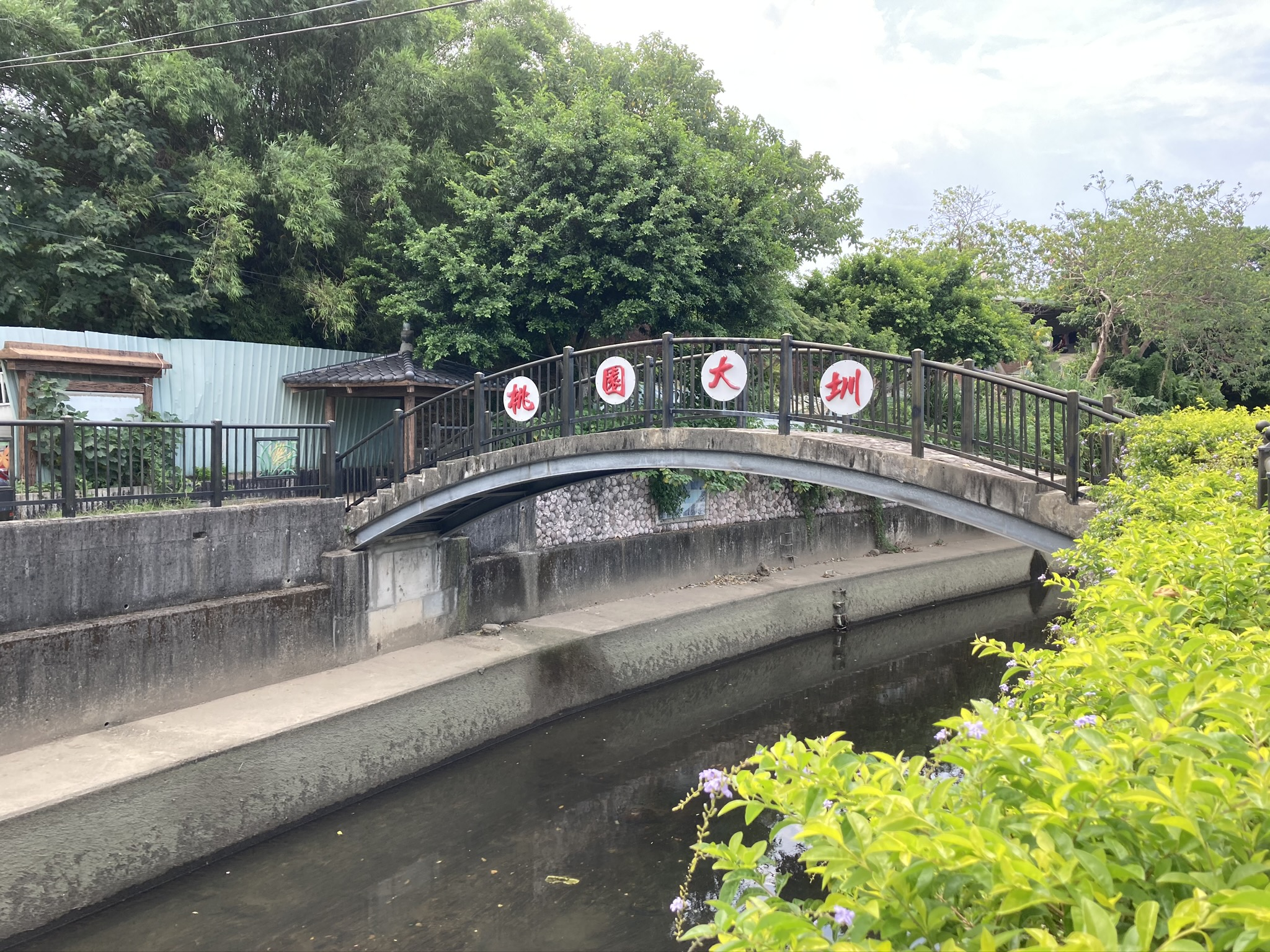
流經崁子腳庄的桃園大圳（臺1線旁）

本地區發展較早的聚落有溪洲子、銃櫃等，在日治期初期的官方地圖上已有記載。此外，本地區尚有合興、崁子腳等聚落。

## 歷史
1901年（日治明治三十四年）11月，全台廢縣廳改設二十廳，該庄隸屬於桃仔園廳。1903年（明治三十六年），改名桃園廳。1909年（明治四十二年）10月，合併二十廳為十二廳，該庄隸屬不變。1920年（大正九年），該庄改制並雅化為「崁子腳」大字，隸屬於新竹州桃園郡桃園街。
戰後桃園街改制為桃園鎮，隸屬於新竹縣，大字亦改制為里。1950年桃、竹、苗分治，桃園鎮改隸屬於桃園縣。1971年7月，桃園鎮升格為縣轄桃園市。2014年12月桃園縣升格為直轄桃園市，桃園市改制為桃園區。

## 交通
台鐵縱貫線是台灣西部鐵路南北幹線，大致以東北－西南走向轉東北東—西南西走向蜿蜒經過崁子腳地區南部西段邊界外側，境內未設站。西南側最近的是內壢車站，屬三等站，僅停靠區間車；東北側最近的是桃園車站，屬一等站，除部分普悠瑪號、太魯閣號、自強號班次外，其餘各級列車均有停靠；由該等車站可前往台鐵沿線各站。
國道2號是桃園國際機場至國道3號鶯歌系統交流道的高速公路，東段又稱「桃園內環線」，大致以北北東—南南西走向轉縱向蜿蜒經過本地區東部近邊界地帶。境內未設交流道，最近的是東北側邊界外大興西路三段交會處的南桃園交流道，由此向北可前往國道1號機場系統交流道、機場，向南可前往八德、國道3號鶯歌系統交流道。
省道台1線又稱「縱貫公路」，是台北至屏東楓港的傳統幹道，大致以東北—西南走向轉東北東—西南西走向經過本地區南部邊界地帶。由此道路向東北轉東可前往桃園市區、龜山、新莊等地，向西南西可前往中壢、平鎮、楊梅、老湖口等地。
區道桃49線（文中路、龍安街一段）是新庄子至茄苳溪的道路，大致以西南西—東北東走向與區道桃53-1共線一段路後，轉南南東經過本地區東北部。由該道路向西南西轉北北西再轉西經福興聚落後再轉北可前往中興、新庄子並止於區道桃42線路口，向南南東出境進入茄苳溪地區後即止於省道台1線路口。
區道桃51線（龍壽街）是中福至八德的道路，大致以縱向經過本地區中部偏西地帶。由該道路向北可前往福興聚落的區道桃49線路口，向南轉南南東可前往茄苳溪、下庄子、八德市區並止於市道114號路口。
區道桃53-1線（文中路）是桃園至內壢的道路，大致以東北東—西南西走向經過本地區東北部邊界地帶。由該道路向東北東轉東可前往桃園市區正光街、吉祥路路口，向西南西轉西可前往內壢松江北路路口。本道路在本地區的龍安街以西路段與區道桃49線共線。

## 學校
- 龍山國小

## 公共設施
- 衛生福利部桃園醫院